# Осмийтрисамарий
Осмийтрисамарий — бинарное неорганическое соединение
осмия и самария
с формулой Sm3Os,
кристаллы.

## Получение
- Сплавление стехиометрических количеств чистых веществ:

{\displaystyle {\mathsf {Os+3\,Sm\ {\xrightarrow {T}}\ Sm_{3}Os}}}

## Физические свойства
Осмийтрисамарий образует кристаллы
ромбической сингонии,
пространственная группа P nma,
параметры ячейки a = 0,7419 нм, b = 0,9367 нм, c = 0,6364 нм, Z = 4,
структура типа карбида железа Fe3C
.